# Drumroll, Please
"Drumroll, Please" es el episodio #13 de la primera temporada de How I Met Your Mother. Se transmitió el 23 de enero de 2006.

## Trama
En la boda de sus amigos Claudia y Stuart, Ted está decepcionado y solo después que Robin cancelase su cita debido al trabajo. Pero Ted ve a una mujer bonita en la sala y a la mañana siguiente le cuenta a Marshall y Lily que tuvo la noche más asombrosa de su vida. Luego comienza a contar la historia de su noche. Ted se acerca a la chica (Victoria), quien le advierte que nunca estuvo con alguien en las bodas ya que todo el romance de la boda no es real. Ted se acerca aún más con algo de coqueteo, así que ella sugiere un compromiso: pasarán el resto de la boda juntos y nunca se volverán a ver. Planean usar nombres falsos - Victoria dice que su nombre es Buttercup y Ted dice que es Lando Calrissian - pero Barney inmediatamente pasa por la mesa y llama a Ted por su nombre varias veces. Se ponen de acuerdo en decir sus nombres y no decir sus apellidos. Lily y Marshall interrumpen la historia para decirle a Ted que la idea fue estúpida, pero Ted defiende su decisión, diciendo que pasaron muy bien y él nunca verá a Victoria de nuevo y así el recuerdo no se arruina.
De regreso a su historia, Ted roba una botella de champán y Victoria roba el ramo de flores antes de desaparecer del salón en el hotel. Después que Victoria baila con la compañía de Ted, los dos se sientan en el piano y casi se besan. Victoria dice que no deberían besarse esa noche, que un beso malo puede arruinar el romance de la tarde. En su lugar, ella sugiere que "casi se besen" porque las partes emocionantes del beso son los momentos que lo llevan a él.
Marshall interrumpe la historia nuevamente y él y Lily le dicen a Ted que Victoria parece ser una chica asombrosa y que él es un idiota por no tener su número telefónico. Mientras Ted defiende el romance de su noche juntos, rápidamente se da cuenta de que quiere ver a Victoria de nuevo. Llama a Claudia para preguntar si sabe el apellido de Victoria, pero Claudia le dice que no había invitada llamada así en la boda. Recordando que Victoria estaba sentada en la mesa de las damas de honor, Ted llama a Barney para preguntarle si puede llamar a la dama de honor que él estaba viendo en la boda, para saber si ella conoce a Victoria. Después que Ted promete ir a Foxy Boxing con Barney, él llama a la dama de honor quién no sabe quién es Victoria. Pensando que no podrá encontrarla, Ted acepta la situación como el destino. 
Robin pasa por lo de Ted, Lily y Marshall y le cuenta a Lily que, después de dar las noticias, ella es la nueva sustituta. Lily le dice a Robin la historia de la tarde romántica de Ted y Robin dice que sabe quién es Victoria. Lily le pregunta a Robin cómo puede saber, ya que ella no fue a la boda, y Robin le dice que ella fue tarde para sorprender a Ted. Ella vio a Ted y Victoria casi besándose, y se fue al baño de las chicas a llorar. Victoria escuchó a Robin llorar en un baño y trató de consolarla, dándole el ramo de flores. Robin dice que no está segura del por qué está llorando, y Lily dice que es obvio que lloró porque siente cosas por Ted. Robin finalmente admite que siente cosas por Ted, pero no piensa que sus sentimientos cambien ya que ella no quiere casarse y Ted sí. Robin dice que debería encontrar a Ted y decirle quién es Victoria, si es que eso lo hace feliz, pero Lily sugiere que Robin le diga que siente cosas por él, lo que también lo haría feliz. Robin deja el apartamento insegura de qué hacer. 
En MacLaren's, Ted, Marshall, y Barney beben cuando Robin llega. Ella saca a Ted para hablar con él, cuando recibe una llamada de Claudia. Ella se disculpa por cortarle cuando llamó por Victoria. Con la insistencia de Marshall, Ted le pregunta a Claudia donde compró el pastel, y ella le dice que en una pastelería llamada The Buttercup Bakery. Recordando que Victoria dio Buttercup como su nombre ficticio, Ted se da cuenta de que no estuvo en la lista de invitados porque Victoria hizo el pastel. Ted quiere ir a encontrar a Victoria, pero Lily trata de detenerlo. Cuando Lily le dice a Robin que diga algo, Robin le dice que vaya a buscarla. Ted toma un taxi a la pastelería donde encuentra a Victoria. Cuando él entra, y Victoria lo ve, ella dice, "Gracias a Dios", y se besan.

## Música
- Scott Joplin - "Entertainer".
- Michael Bublé - "You Don't Know Me".
- Pavement - "Spit on a Stranger".[1]